# Croisade vénitienne
Période intermédiaire post-première Croisade
Batailles
- Arsouf
- Mélitène
- Croisades de secours
- Ramla (1er)
- Ramla (2e)
- Tripoli
- Harran
- Artah
- Ramla (3e)
- Croisade norvégienne
- Sidon
- Champ du Sang
- Hab
- Azâz
- Ba'rin
- Shaizar
- Édesse

La croisade vénitienne de 1122–1124 est une expédition en Terre sainte lancée par la république de Venise qui aboutit à la capture de Tyr. Il s'agit d'une victoire importante qui marque le début d'une période d'expansion du royaume de Jérusalem. Les Vénitiens obtiennent de précieuses concessions commerciales à Tyr. Par des raids sur le territoire byzantin à l'aller et au retour de la croisade, les Vénitiens forcent l'Empire à confirmer et étendre les privilèges commerciaux dont ils disposent.

## Préparation
Baudouin de Bourg, neveu du roi Baudouin Ier de Jérusalem, est comte d'Edesse de 1100 à 1118. En 1118, à la suite de la mort de son oncle, il monte sur le trône sous le nom de Baudouin II. Lors de la bataille d'Ager Sanguinis, le 28 juin 1119, les Croisés subissent une défaite désastreuse par face aux forces d'Ilghazi, émir de Mardin . Baudouin reconquiert une partie des territoires perdus plus tard dans l'année, mais les Francs restent affaiblis. Le roi fait appel à l'aide du pape Calixte II, qui transmet la demande à Venise.
Les termes de la croisade sont convenus par le biais de négociations entre les envoyés de Baudouin II et le doge de Venise, Domenico Michele. Celui-ci espère, grâce à la croisade, renforcer la position vénitienne en Orient aux dépens des rivaux génois et pisans. A l'occasion du premier concile du Latran, le pape accorde aux Vénitiens les privilèges de croisés, y compris la rémission des péchés. L'Eglise étend également sa protection aux familles et aux biens des croisés.
En 1122, le doge lance la croisade maritime. La flotte vénitienne, composée de plus de 120 navires transportant plus de 15 000 hommes, quitte la lagune vénitienne le 8 août 1122. Il semble que cela soit la première croisade dans laquelle les chevaliers amènent leurs chevaux avec eux. Ils investissent Corfou, alors possession de l'Empire byzantin, avec lequel Venise a un différend commercial. En 1123, Baudoin II est capturé par Belek Ghazi, émir d'Alep et emprisonné à Kharput. Eustache Granier devient régent de Jérusalem. Les Vénitiens abandonnent le siège de Corfou quand ils apprennent cette nouvelle et atteignent la côte palestinienne en mai 1123. 

## Bataille de Jaffa

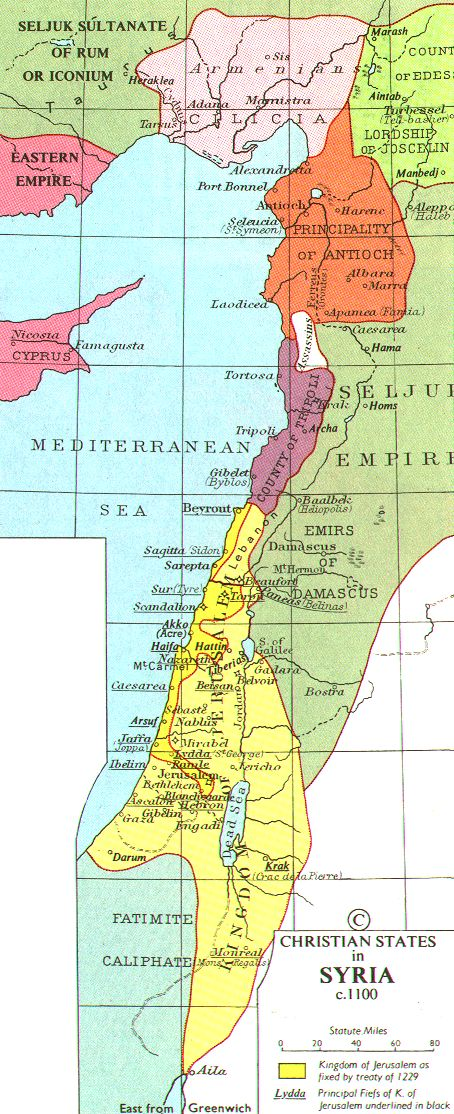
Etats latins d'Orient vers 1100

La flotte vénitienne arriva à Acre fin mai et apprend l'existence d'une flotte fatimide, d'une centaine de navires, naviguant vers Ascalon afin d'assister l'émir Balak au cours de son siège. La flotte vénitienne navigue vers le sud pour aller à sa rencontre. Le doge Michele divise la flotte en deux parties : les navires les plus puissants se dissimulent derrière les plus faibles, dans le but de détourner la flotte d'Ascalon. Les Egyptiens tombent dans le piège en espérant une victoire facile ; ils sont pris entre deux escadres vénitiennes et en infériorité numérique. Quelque 4 000 Sarrasins sont tués, dont l'amiral fatimide, et 9 navires capturés. Les Vénitiens capturent en outre 10 navires marchands en route vers Acre. Les chroniqueurs Foucher de Chartres et Guillaume de Tyr rapportent cet événement.

## Siège de Tyr

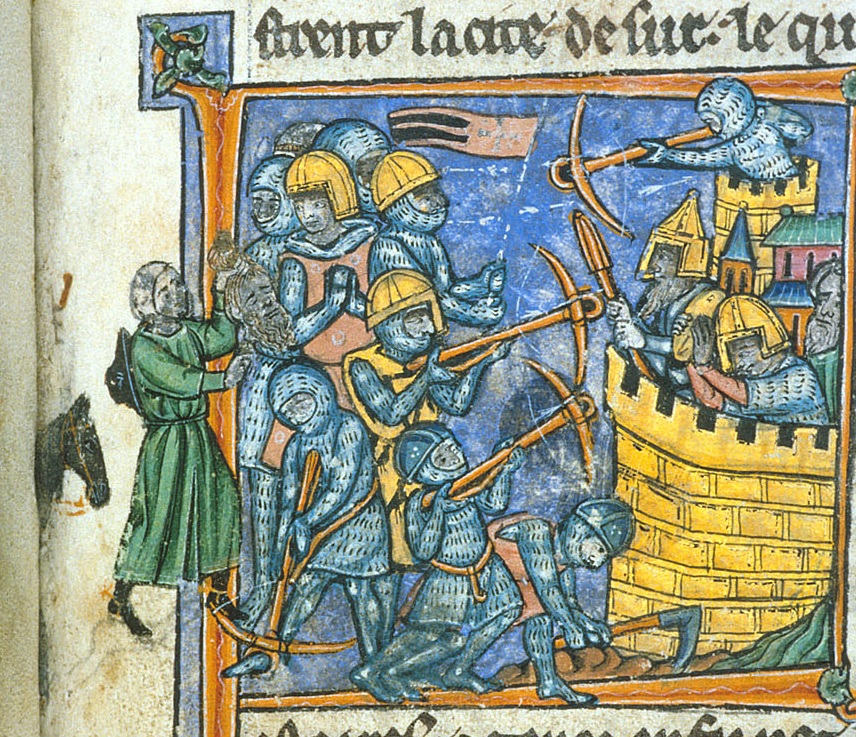
Illustration de lEstoire d'Eracles (British Library, Yates Thompson MS 12, datant de 1232–1261) montrant le siège de Manbij (1124). La tête de Balak est brandie par les assiégeants.

Le 15 février 1124, les Vénitiens et les Francs commencent le siège de Tyr. Le port de Tyr, aujourd'hui au Liban, fait alors partie du territoire de Toghtekin, atabeg de Damas. L'armée latine est dirigée par le patriarche d'Antioche, le doge de Venise, Pons, comte de Tripoli et Guillaume de Bures, connétable du roi.
Les Vénitiens et les Francs construisent des tours et des engins de siège, tout comme les défenseurs de Tyr. Alors que le siège se prolonge, les habitants ont commencé à manquer de nourriture et envoient des appels pressants à l'aide. Balak meurt en assiégeant la ville de Manbij. Toghtekin s'avança vers Tyr, mais se retire sans combattre lorsque les forces du comte Pons de Tripoli et du connétable Guillaume arrivent pour l'affronter. Toghtekin envoie des émissaires en juin 1124 pour négocier la paix. Après de longues et difficiles discussions, il est convenu que les conditions de reddition incluraient la possibilité pour les habitants de quitter la ville avec familles et biens, tandis que ceux qui voudraient rester le pourraient sans danger. Certains croisés souhaitant piller la ville n'apprécie pas ces conditions. Tyr se rend le 29 juin 1124.

## Conséquences
En 1123, Venise et les Croisés signent le Pactum Warmundi, du nom du patriarche de Jérusalem Gormond de Picquigny, qui autorise les Vénitiens à établir des colonies au sein des territoires latins d'Orient.
Baudouin II était en captivité lors de la conquête de Tyr, mais est libéré plus tard cette année-là. Il rompt immédiatement les engagements pris en échange de sa libération. Baldwin II accorde aux Vénitiens des privilèges commerciaux étendus à Tyr et assure ainsi le maintien d'une présence navale vénitienne dans l'Orient latin. Les privilèges comprennent la garantie des droits de propriété des héritiers des Vénitiens morts à Tyr.
Beaucoup de ceux qui ont quitté Tyr déménagent à Damas. Baudouin II reprend les hostilités contre Alep et Damas et soumet les deux Etats. Sous son règne, le royaume de Jérusalem atteint son extension maximale. Tyr prospère au sein du royaume de Jérusalem. Lorsque l'empereur du Saint-Empire Frédéric Barberousse meurt pendant la troisième croisade, il est enterré dans la cathédrale de Tyr. La ville est capturée et détruite par les Mamelouks en 1291.
La flotte vénitienne traverse la mer Égée lors du voyage de retour. Les Vénitiens pillent à nouveau les îles grecques, dont Rhodes et Chios. Les Byzantins sont contraints d'abandonner leurs prétentions commerciales et de reconnaître les droits de Venise. 